# Los misterios del padre Dowling
Los misterios del padre Dowling fue una serie televisiva estadounidense de misterio, emitida entre 1987 y 1991.
El libreto se basó en el personaje creado por el escritor católico Ralph McInerny en sus novelas de misterio.